# Марк Подвижник
Марк Пусты́нник (греч.  Μάρκος Ερημίτης), или Марк Подви́жник, или Марк Аске́т (IV—V век) — монах, автор аскетических сочинений. Прославлен в лике преподобных в Православной церкви. День памяти — 5 (18) марта , 2 июня (20 мая по старому стилю).

## Биография
Об обстоятельствах жизни его мало что известно. Палладий Еленопольский, видевший его лично, говорит в сборнике повествований о жизни святых «Лавсаике», что он был нрава крайне тихого и кроткого, так что в этом никто сравниться с ним не мог, и что с юных лет любил он изучать Святое Писание и так хорошо освоился с ним, что знал наизусть Ветхий и Новый Завет (это же повторяет Созомен).
Святой Макарий Александрийский свидетельствует об особенной милости Божьей к нему во время причащения Святых Тайн, которая указывает и на великую силу веры св. Марка, и на пламень любви его к Господу, и на смирение его крайнее.
Предполагают, что Марк принял иночество, будучи сорока лет от роду и 60 лет подвизался в иноческой жизни. Местом подвигов его была Нитрийская гора, расположенная в нижнем Египте в семидесяти верстах к югу от Александрии и на запад от реки Нила, близ Ливийской пустыни.
Марк оставил после себя многочисленные аскетические поучения, в частности в первом томе «Добротолюбия» помещены его «Двести глав о законе духовном» и «К тем, которые думают оправдаться делами, 226 глав».
Святой Марк жил более ста лет, и почил, по-видимому, в начале пятого века. Но он жил и обращался с первыми преемниками жизни и учения святого Антония, а может быть, и с самим Антонием.
Сочинения Марка напечатаны в 65-м томе Греческой Патрологии (col. 906—1141).

## Древние и средневековые источники об авторе
- Палладий, епископ Еленопольский. Лавсаик, или Повествование о жизни святых и блаженных отцов. — Клин: Фонд «Христианская жизнь», 2001. Гл. 20. О Марке.
- Церковная история Эрмия Созомена Саламинского. — СПб., 1851. (Кн. VI, гл. 29. 30).
- Фотий Константинопольский. Свидетельство о книге преподобного отца нашего аввы Марка // Слова духовно-нравственные Марка Подвижника, Исаии Отшельника, Симеона Нового Богослова. — М.: Московское подворье Свято-Успенского Псково-Печерского монастыря, 1995. (Репринтное изд. 1911 г.). То же — М.: Паломник, 1995.

## Сочинения Марка Подвижника
- в оригинале: Patrologia Graeca. 65. col. 906—1141

на русском:
- Против несториан / Пер. с греч., коммент.: Б. Барчунов // Богословский сборник. — М.: Православный Свято-Тихоновский богословский институт, 1999. № 4; 2000. № 5.
- Наставления святого Марка Подвижника о духовной жизни // Добротолюбие. — Свято-Троицкая Сергиева Лавра, 1993. — Т. 1.

Против несториан. — Казань, 1901.
- Слова 1 — 7 // Преподобный Паисий Величковский. Восторгнутые класы в пищу души, то есть несколько переводов из святых отцев. — Б.м.: Издательство Московской патриархии, 2000.
- Слова 1 — 10 // Слова духовно-нравственные Марка Подвижника, Исаии Отшельника, Симеона Нового Богослова. — М.: Московское подворье Свято-Успенского Псково-Печерского монастыря, 1995. (Репринт издания 1911 г.). То же — М.: Паломник, 1995.
- Слово V. Советы ума своей душе
- Слово VII. О духовном рае и законе
- Слово X. Главы о трезвении
- Выписки из творений преподобного Марка Подвижника // Святитель Игнатий Брянчанинов, еп. Кавказский и Черноморский. Творения. Приношение современному монашеству. — М.: Лепта, 2002.
  - Сочинения Марка Подвижника

## Цитаты
- «Кто не пребывает добросовестно в созерцании, тот не восприемлет и телесных трудов ради благочестия.»[2]
- «Совесть есть естественная книга (велений Божьих): деятельно читающий оную получает опыты Божественного заступления.»
- «Кто, познав волю Божью, посильно исполняет её, тот чрез малые труды избежит великих.»
- «Кто без молитвы и терпения хочет победить искушения, тот не отразит их, но более в них запутается.»
- «..самомнение и кичливость суть страсти. Имеющий самомнение не может спастись, ибо в Писании сказано: „Презорливый же и обидливый муж и величавый ничесоже скончает“ (Авв.2,5).»
- «Мир есть избавление от страстей, которого нельзя обресть без воздействия Святого Духа.»